# Championnat du monde féminin moins de 18 ans de hockey sur glace 2025
Navigation
Championnat du monde 2024 Championnat du monde 2026
Le Championnat du monde féminin moins de 18 ans de hockey sur glace 2025 est la dix-huitième édition de cette compétition organisée par la Fédération internationale de hockey sur glace (IIHF).
Le tournoi de la Division Élite, regroupant les meilleures nations, se déroule du 4 au 12 janvier 2025 à Vantaa en Finlande.
Les divisions inférieures sont disputées indépendamment du groupe Élite.

## Format de compétition
| Niveau         | Nombre d'équipes | Lieu     | Dates (2024)        | Résultats         | Résultats      |
| Niveau         | Nombre d'équipes | Lieu     | Dates (2024)        | Vainqueur / Promu | Relégué        |
| -------------- | ---------------- | -------- | ------------------- | ----------------- | -------------- |
| Division élite | 8                | Vantaa   | du 4 au 12 janvier  | Canada            | Japon          |
| Division IA    | 6                | Budapest | du 5 au 11 janvier  | Hongrie           | Autriche       |
| Division IB    | 6                | Katowice | du 7 au 13 janvier  | Danemark          | Corée du Sud   |
| Division IIA   | 6                | Riga     | du 20 au 26 janvier | Grande-Bretagne   | Taipei chinois |
| Division IIB   | 5                | Istanbul | du 18 au 23 janvier | Turquie           | Afrique du Sud |
| Division III   | 4                | Zagreb   | du 23 au 26 janvier | Roumanie          | Aucun          |

Le groupe Élite comprend 8 équipes qui sont réparties en deux groupes de 4. Chaque groupe est disputé sous la forme d'un championnat à matches simples. Toutes les équipes se qualifient pour des quarts de finale croisés : premiers de chaque poule contre quatrièmes de l'autre, deuxièmes contre troisièmes. 
Pour les autres divisions, les équipes s’affrontent entre elles et, à l'issue de cette compétition, le premier est promu dans la division supérieure et le dernier est relégué dans la division inférieure, sauf en division III où il n'y a pas de relégation.
Pour toutes les divisions, la répartition des points est la suivante :
- 3 points pour une victoire dans le temps réglementaire ;
- 2 points pour une victoire en prolongation ou aux tirs de fusillade ;
- 1 point pour une défaite en prolongation ou aux tirs de fusillade ;
- 0 point pour une défaite dans le temps réglementaire.

## Division Élite

### Nations participantes
| Groupe A                    | Groupe B  |
| --------------------------- | --------- |
| États-Unis, tenant du titre | Canada    |
| Finlande, pays hôte         | Slovaquie |
| Japon, promu                | Suisse    |
| Suède                       | Tchéquie  |

### Tour préliminaire
Légende :
- Pr : Prolongations

| Clt   | Équipe     | PJ | V | VP | D | DP | BP | BC | Diff | Pts |
| ----- | ---------- | -- | - | -- | - | -- | -- | -- | ---- | --- |
| +001, | États-Unis | 3  | 3 | 0  | 0 | 0  | 14 | 0  | +14  | 9   |
| +002, | Suède      | 3  | 0 | 2  | 1 | 0  | 7  | 8  | -1   | 4   |
| +003, | Finlande   | 3  | 1 | 0  | 1 | 1  | 5  | 9  | -4   | 4   |
| +004, | Japon      | 3  | 0 | 0  | 2 | 1  | 6  | 15 | -9   | 1   |

| 4 janvier | États-Unis | 6 | 0    | Japon      |
| 4 janvier | Finlande   | 1 | 2 Pr | Suède      |
| 5 janvier | Suède      | 0 | 3    | États-Unis |
| 5 janvier | Finlande   | 4 | 2    | Japon      |
| 7 janvier | Japon      | 4 | 5 Pr | Suède      |
| 7 janvier | États-Unis | 5 | 0    | Finlande   |

| Clt   | Équipe    | PJ | V | VP | D | DP | BP | BC | Diff | Pts |
| ----- | --------- | -- | - | -- | - | -- | -- | -- | ---- | --- |
| +001, | Canada    | 3  | 3 | 0  | 0 | 0  | 16 | 3  | +13  | 9   |
| +002, | Tchéquie  | 3  | 1 | 1  | 1 | 0  | 8  | 9  | -1   | 5   |
| +003, | Suisse    | 3  | 1 | 0  | 1 | 1  | 7  | 10 | -3   | 4   |
| +004, | Slovaquie | 3  | 0 | 0  | 3 | 0  | 8  | 17 | -9   | 0   |

| 4 janvier | Tchéquie  | 2 Pr | 1 | Suisse    |
| 4 janvier | Canada    | 6    | 2 | Slovaquie |
| 5 janvier | Slovaquie | 3    | 6 | Tchéquie  |
| 5 janvier | Canada    | 5    | 1 | Suisse    |
| 7 janvier | Suisse    | 5    | 3 | Slovaquie |
| 7 janvier | Tchéquie  | 0    | 5 | Canada    |

### Phase finale
Les équipes gagnantes en quarts de finale seront réaffectées pour les demi-finales selon le classement suivant :
1. position dans le groupe ;
2. plus grand nombre de points ;
3. meilleure différence de buts ;
4. plus grand nombre de buts marqués ;

- équipes qualifiées en demi-finale

| # | Équipe     | Gr | Pos. | Pts | Diff | BM | CF |
| - | ---------- | -- | ---- | --- | ---- | -- | -- |
| 1 | États-Unis | A  | 1    | 9   | +14  | 14 | 1  |
| 2 | Canada     | B  | 1    | 9   | +13  | 16 | 3  |
| 3 | Tchéquie   | B  | 2    | 5   | -1   | 8  | 2  |
| 4 | Suède      | A  | 2    | 4   | -1   | 7  | 5  |
| 5 | Suisse     | B  | 3    | 4   | -3   | 7  | 7  |
| 6 | Finlande   | A  | 3    | 4   | -4   | 5  | 4  |
| 7 | Japon      | A  | 4    | 1   | -9   | 6  | 8  |
| 8 | Slovaquie  | B  | 4    | 0   | -9   | 8  | 6  |

|  | Quarts de finale,          | Quarts de finale,          | Quarts de finale,           | Quarts de finale,          |            |            | Demi-finales,               | Demi-finales,               | Demi-finales,               | Demi-finales,               |                             |                             | Finale                      | Finale                      | Finale                      | Finale                      |
|  |                            |                            |                             |                            |            |            |                             |                             |                             |                             |                             |                             |                             |                             |                             |                             |
|  | 9 janvier, Tikkurila Arena | 9 janvier, Tikkurila Arena | 9 janvier, Tikkurila Arena  | 9 janvier, Tikkurila Arena |            |            | 11 janvier, Tikkurila Arena | 11 janvier, Tikkurila Arena | 11 janvier, Tikkurila Arena | 11 janvier, Tikkurila Arena |                             |                             | 12 janvier, Tikkurila Arena | 12 janvier, Tikkurila Arena | 12 janvier, Tikkurila Arena | 12 janvier, Tikkurila Arena |
|  | 9 janvier, Tikkurila Arena | 9 janvier, Tikkurila Arena | 9 janvier, Tikkurila Arena  | 9 janvier, Tikkurila Arena |            |            | 11 janvier, Tikkurila Arena | 11 janvier, Tikkurila Arena | 11 janvier, Tikkurila Arena | 11 janvier, Tikkurila Arena |                             |                             | 12 janvier, Tikkurila Arena | 12 janvier, Tikkurila Arena | 12 janvier, Tikkurila Arena | 12 janvier, Tikkurila Arena |
|  | 1A                         | États-Unis                 | 9                           | 9                          |            |            | 11 janvier, Tikkurila Arena | 11 janvier, Tikkurila Arena | 11 janvier, Tikkurila Arena | 11 janvier, Tikkurila Arena |                             |                             | 12 janvier, Tikkurila Arena | 12 janvier, Tikkurila Arena | 12 janvier, Tikkurila Arena | 12 janvier, Tikkurila Arena |
|  | 1A                         | États-Unis                 | 9                           | 9                          |            |            | 11 janvier, Tikkurila Arena | 11 janvier, Tikkurila Arena | 11 janvier, Tikkurila Arena | 11 janvier, Tikkurila Arena |                             |                             | 12 janvier, Tikkurila Arena | 12 janvier, Tikkurila Arena | 12 janvier, Tikkurila Arena | 12 janvier, Tikkurila Arena |
|  | 4B                         | Slovaquie                  | 1                           | 1                          |            |            | 11 janvier, Tikkurila Arena | 11 janvier, Tikkurila Arena | 11 janvier, Tikkurila Arena | 11 janvier, Tikkurila Arena |                             |                             | 12 janvier, Tikkurila Arena | 12 janvier, Tikkurila Arena | 12 janvier, Tikkurila Arena | 12 janvier, Tikkurila Arena |
|  | 4B                         | Slovaquie                  | 1                           | 1                          | 1          | États-Unis | 2                           | 2                           |                             |                             |                             |                             | 12 janvier, Tikkurila Arena | 12 janvier, Tikkurila Arena | 12 janvier, Tikkurila Arena | 12 janvier, Tikkurila Arena |
|  | 9 janvier, Tikkurila Arena |                            |                             |                            | 1          | États-Unis | 2                           | 2                           |                             |                             |                             |                             | 12 janvier, Tikkurila Arena | 12 janvier, Tikkurila Arena | 12 janvier, Tikkurila Arena | 12 janvier, Tikkurila Arena |
|  |                            |                            | 4                           | Suède                      | 1          | 1          |                             |                             |                             |                             |                             |                             | 12 janvier, Tikkurila Arena | 12 janvier, Tikkurila Arena | 12 janvier, Tikkurila Arena | 12 janvier, Tikkurila Arena |
|  | 2A                         | Suède                      | 4                           | Suède                      | 1          | 1          | 4                           | 4                           |                             |                             |                             |                             | 12 janvier, Tikkurila Arena | 12 janvier, Tikkurila Arena | 12 janvier, Tikkurila Arena | 12 janvier, Tikkurila Arena |
|  | 2A                         | Suède                      | 11 janvier, Tikkurila Arena |                            |            |            | 4                           | 4                           |                             |                             |                             |                             | 12 janvier, Tikkurila Arena | 12 janvier, Tikkurila Arena | 12 janvier, Tikkurila Arena | 12 janvier, Tikkurila Arena |
|  | 3B                         | Suisse                     | 1                           | 1                          |            |            |                             |                             |                             |                             |                             |                             | 12 janvier, Tikkurila Arena | 12 janvier, Tikkurila Arena | 12 janvier, Tikkurila Arena | 12 janvier, Tikkurila Arena |
|  | 3B                         | Suisse                     | 1                           | 1                          | États-Unis | États-Unis | 0                           | 0                           |                             |                             |                             |                             |                             |                             |                             |                             |
|  | 9 janvier, Tikkurila Arena |                            |                             |                            | États-Unis | États-Unis | 0                           | 0                           |                             |                             |                             |                             |                             |                             |                             |                             |
|  |                            |                            | Canada                      | Canada                     | 3          | 3          |                             |                             |                             |                             |                             |                             |                             |                             |                             |                             |
|  | 1B                         | Canada                     | Canada                      | Canada                     | 3          | 3          | 17                          | 17                          |                             |                             |                             |                             |                             |                             |                             |                             |
|  | 1B                         | Canada                     |                             |                            |            |            |                             |                             |                             |                             |                             |                             |                             |                             |                             |                             |
|  | 4A                         | Japon                      | 0                           | 0                          |            |            |                             |                             |                             |                             |                             |                             |                             |                             |                             |                             |
|  | 4A                         | Japon                      | 0                           | 0                          | 2          | Canada     | 4                           | 4                           | Troisième place             | Troisième place             | Troisième place             | Troisième place             |                             |                             |                             |                             |
|  | 9 janvier, Tikkurila Arena |                            |                             |                            | 2          | Canada     | 4                           | 4                           | Troisième place             | Troisième place             | Troisième place             | Troisième place             |                             |                             |                             |                             |
|  |                            |                            | 3                           | Tchéquie                   | 2          | 2          |                             |                             | 12 janvier, Tikkurila Arena | 12 janvier, Tikkurila Arena | 12 janvier, Tikkurila Arena | 12 janvier, Tikkurila Arena |                             |                             |                             |                             |
|  | 2B                         | Tchéquie                   | 3                           | Tchéquie                   | 2          | 2          | 6                           | 6                           | 12 janvier, Tikkurila Arena | 12 janvier, Tikkurila Arena | 12 janvier, Tikkurila Arena | 12 janvier, Tikkurila Arena |                             |                             |                             |                             |
|  | 2B                         | Tchéquie                   |                             |                            |            |            |                             | 6                           |                             |                             | Suède                       | Suède                       | 1                           | 1                           |                             |                             |
|  | 3A                         | Finlande                   | 0                           | 0                          |            |            |                             |                             |                             |                             | Suède                       | Suède                       | 1                           | 1                           |                             |                             |
|  | 3A                         | Finlande                   | 0                           | 0                          | Tchéquie   | Tchéquie   | 2                           | 2                           |                             |                             |                             |                             |                             |                             |                             |                             |
|  |                            |                            |                             |                            |            |            |                             |                             |                             |                             |                             |                             |                             |                             |                             |                             |

|  | Match de relégation         |           |   |   |  |  |  |  |  |  |
|  |                             |           |   |   |  |  |  |  |  |  |
|  | 12 janvier, Tikkurila Arena |           |   |   |  |  |  |  |  |  |
|  | Japon                       | Japon     | 1 | 1 |  |  |  |  |  |  |
|  | Japon                       | Japon     | 1 | 1 |  |  |  |  |  |  |
|  | Slovaquie                   | Slovaquie | 5 | 5 |  |  |  |  |  |  |
|  | Slovaquie                   | Slovaquie | 5 | 5 |  |  |  |  |  |  |

### Classement final
| Place              | Équipe     |
| ------------------ | ---------- |
| Médaille d'or      | Canada     |
| Médaille d'argent  | États-Unis |
| Médaille de bronze | Tchéquie   |
| 4                  | Suède      |
| 5                  | Suisse     |
| 6                  | Finlande   |
| 7                  | Slovaquie  |
| 8                  | Japon      |

- Relégué en Division IA

## Autres divisions

### Division I

#### Groupe A
La compétition se déroule du 5 au 11 janvier 2024 à Budapest en Hongrie.
| Clt | Équipe    | PJ | V | VP | D | DP | BP | BC | Diff | Pts |
| --- | --------- | -- | - | -- | - | -- | -- | -- | ---- | --- |
| 1 | Hongrie   | 5  | 5 | 0  | 0 | 0  | 13 | 2  | +11  | 15  |
| 2 | Italie    | 5  | 4 | 0  | 1 | 0  | 12 | 9  | +3   | 12  |
| 3 | Allemagne | 5  | 2 | 0  | 3 | 0  | 12 | 12 | 0    | 6   |
| 4 | Norvège   | 5  | 1 | 1  | 3 | 0  | 12 | 15 | -3   | 5   |
| 5 | France    | 5  | 1 | 1  | 3 | 1  | 10 | 16 | -6   | 4   |
| 6 | Autriche  | 5  | 0 | 1  | 3 | 1  | 9  | 14 | -5   | 3   |
| Légende : - en gras, promu en division élite - en italique, relégué en division IB - Pr : Prolongations |           |    |   |    |   |    |    |    |      |     |

| 5 janvier  | Autriche  | 3    | 4 | Italie    |
| 5 janvier  | Norvège   | 2    | 4 | Allemagne |
| 5 janvier  | France    | 1    | 3 | Hongrie   |
| 6 janvier  | Allemagne | 4    | 1 | Autriche  |
| 6 janvier  | Italie    | 3    | 1 | France    |
| 6 janvier  | Hongrie   | 3    | 0 | Norvège   |
| 8 janvier  | Norvège   | 4 Pr | 3 | Autriche  |
| 8 janvier  | Italie    | 0    | 4 | Hongrie   |
| 8 janvier  | Allemagne | 3    | 4 | France    |
| 10 janvier | Italie    | 2    | 1 | Norvège   |
| 10 janvier | Autriche  | 2 Pr | 1 | France    |
| 10 janvier | Hongrie   | 2    | 1 | Allemagne |
| 11 janvier | France    | 3    | 5 | Norvège   |
| 11 janvier | Allemagne | 0    | 3 | Italie    |
| 11 janvier | Hongrie   | 1    | 0 | Autriche  |

#### Groupe B
La compétition se déroule du 7 au 13 janvier 2025 à Katowice en Pologne.
| Clt | Équipe       | PJ | V | VP | D | DP | BP | BC | Diff | Pts |
| --- | ------------ | -- | - | -- | - | -- | -- | -- | ---- | --- |
| - | Danemark     | 5  | 5 | 0  | 0 | 0  | 27 | 2  | +25  | 15  |
| - | Pologne      | 5  | 4 | 0  | 1 | 0  | 19 | 12 | +7   | 12  |
| - | Espagne      | 5  | 2 | 1  | 2 | 0  | 12 | 15 | -3   | 8   |
| - | Chine        | 5  | 2 | 0  | 2 | 1  | 15 | 11 | +4   | 7   |
| - | Australie    | 5  | 0 | 1  | 4 | 0  | 6  | 21 | -15  | 2   |
| - | Corée du Sud | 5  | 0 | 0  | 4 | 1  | 5  | 23 | -18  | 1   |
| Légende : - en gras, promu en division IA - en italique, relégué en division IIA - Pr : Prolongations - TB : Tirs de barrage |              |    |   |    |   |    |    |    |      |     |

| 7 janvier  | Australie    | 2    | 3 | Espagne      |
| 7 janvier  | Corée du Sud | 1    | 4 | Pologne      |
| 7 janvier  | Chine        | 0    | 4 | Danemark     |
| 8 janvier  | Espagne      | 4    | 1 | Corée du Sud |
| 8 janvier  | Pologne      | 4    | 2 | Chine        |
| 8 janvier  | Danemark     | 6    | 0 | Australie    |
| 10 janvier | Chine        | 6    | 0 | Australie    |
| 10 janvier | Espagne      | 2    | 6 | Pologne      |
| 10 janvier | Danemark     | 8    | 2 | Corée du Sud |
| 12 janvier | Australie    | 2 TB | 1 | Corée du Sud |
| 12 janvier | Pologne      | 0    | 5 | Danemark     |
| 12 janvier | Espagne      | 3 Pr | 2 | Chine        |
| 13 janvier | Corée du Sud | 0    | 5 | Chine        |
| 13 janvier | Pologne      | 5    | 2 | Australie    |
| 13 janvier | Danemark     | 4    | 0 | Espagne      |

### Division II

#### Groupe A
La compétition se déroule du 20 au 26 janvier 2025 à Riga en Lettonie.
| Clt                                                                              | Équipe           | PJ | V | VP | D | DP | BP | BC | Diff | Pts |
| -------------------------------------------------------------------------------- | ---------------- | -- | - | -- | - | -- | -- | -- | ---- | --- |
| 1                                                                                | Grande-Bretagne  | 5  | 5 | 0  | 0 | 0  | 35 | 6  | +29  | 15  |
| 2                                                                                | Kazakhstan       | 5  | 4 | 0  | 1 | 0  | 39 | 10 | +29  | 12  |
| 3                                                                                | Lettonie         | 5  | 3 | 0  | 2 | 0  | 33 | 12 | +21  | 9   |
| 4                                                                                | Pays-Bas         | 5  | 2 | 0  | 3 | 0  | 5  | 21 | -16  | 6   |
| 5                                                                                | Nouvelle-Zélande | 5  | 1 | 0  | 4 | 0  | 8  | 43 | -35  | 3   |
| 6                                                                                | Taipei chinois   | 5  | 0 | 0  | 5 | 0  | 8  | 36 | -28  | 0   |
| Légende : - en gras, promu en division IB - en italique, relégué en division IIB |                  |    |   |    |   |    |    |    |      |     |

| 20 janvier | Pays-Bas         | 2  | 1  | Taipei chinois   |
| 20 janvier | Grande-Bretagne  | 3  | 1  | Kazakhstan       |
| 20 janvier | Nouvelle-Zélande | 0  | 7  | Lettonie         |
| 21 janvier | Grande-Bretagne  | 3  | 0  | Pays-Bas         |
| 21 janvier | Kazakhstan       | 14 | 3  | Nouvelle-Zélande |
| 21 janvier | Taipei chinois   | 2  | 14 | Lettonie         |
| 23 janvier | Grande-Bretagne  | 16 | 1  | Nouvelle-Zélande |
| 23 janvier | Taipei chinois   | 0  | 6  | Kazakhstan       |
| 23 janvier | Pays-Bas         | 0  | 6  | Lettonie         |
| 25 janvier | Nouvelle-Zélande | 4  | 3  | Taipei chinois   |
| 25 janvier | Kazakhstan       | 11 | 0  | Pays-Bas         |
| 25 janvier | Lettonie         | 2  | 3  | Grande-Bretagne  |
| 26 janvier | Pays-Bas         | 3  | 0  | Nouvelle-Zélande |
| 26 janvier | Taipei chinois   | 2  | 10 | Grande-Bretagne  |
| 26 janvier | Lettonie         | 4  | 7  | Kazakhstan       |

#### Groupe B
La compétition se déroule du 18 au 23 janvier 2025 à Istanbul en Turquie.
| Clt | Équipe         | PJ | V | VP | D | DP | BP | BC | Diff | Pts |
| --- | -------------- | -- | - | -- | - | -- | -- | -- | ---- | --- |
| 1 | Turquie        | 4  | 4 | 0  | 0 | 0  | 20 | 1  | +19  | 12  |
| 2 | Islande        | 4  | 3 | 0  | 1 | 0  | 29 | 3  | +26  | 9   |
| 3 | Belgique       | 4  | 1 | 1  | 2 | 0  | 13 | 13 | 0    | 5   |
| 4 | Mexique        | 4  | 1 | 0  | 2 | 1  | 8  | 9  | -1   | 4   |
| 5 | Afrique du Sud | 4  | 0 | 0  | 4 | 0  | 1  | 45 | -44  | 0   |
| Légende : - en gras, promu en division IIA - en italique, relégué en division III - TB : Tirs de barrage |                |    |   |    |   |    |    |    |      |     |

| 18 janvier | Afrique du Sud | 0    | 17 | Islande        |
| 18 janvier | Turquie        | 4    | 0  | Belgique       |
| 19 janvier | Mexique        | 7    | 0  | Afrique du Sud |
| 20 janvier | Islande        | 1    | 2  | Belgique       |
| 20 janvier | Mexique        | 1    | 2  | Turquie        |
| 21 janvier | Afrique du Sud | 0    | 12 | Turquie        |
| 22 janvier | Belgique       | 11   | 1  | Afrique du Sud |
| 22 janvier | Islande        | 5    | 1  | Mexique        |
| 23 janvier | Belgique       | 2 TB | 1  | Mexique        |
| 23 janvier | Turquie        | 2    | 0  | Islande        |

### Division III
La compétition se déroule du 23 au 26 janvier 2025 à Zagreb en Croatie. 
| Clt                                                             | Équipe    | PJ | V | VP | D | DP | BP | BC | Diff | Pts |
| --------------------------------------------------------------- | --------- | -- | - | -- | - | -- | -- | -- | ---- | --- |
| 1                                                               | Roumanie  | 3  | 2 | 1  | 0 | 0  | 17 | 8  | +9   | 8   |
| 2                                                               | Thaïlande | 3  | 1 | 0  | 1 | 1  | 8  | 8  | 0    | 4   |
| 3                                                               | Croatie   | 3  | 1 | 0  | 2 | 0  | 7  | 9  | -2   | 3   |
| 4                                                               | Lituanie  | 3  | 1 | 0  | 2 | 0  | 7  | 14 | -7   | 3   |
| Légende : - en gras, promu en division IIB - Pr : Prolongations |           |    |   |    |   |    |    |    |      |     |

| 23 janvier | Lituanie  | 4    | 3 | Thaïlande |
| 23 janvier | Roumanie  | 6    | 3 | Croatie   |
| 24 janvier | Roumanie  | 3 Pr | 2 | Thaïlande |
| 24 janvier | Croatie   | 3    | 0 | Lituanie  |
| 26 janvier | Lituanie  | 3    | 8 | Roumanie  |
| 26 janvier | Thaïlande | 3    | 1 | Croatie   |